# Larena
Larena est une municipalité des Philippines située dans la province de Siquijor, dont elle est l'ancienne capitale (c'est aujourd'hui la ville de Siquijor).
Elle est divisée en 23 barangays.

## Galerie

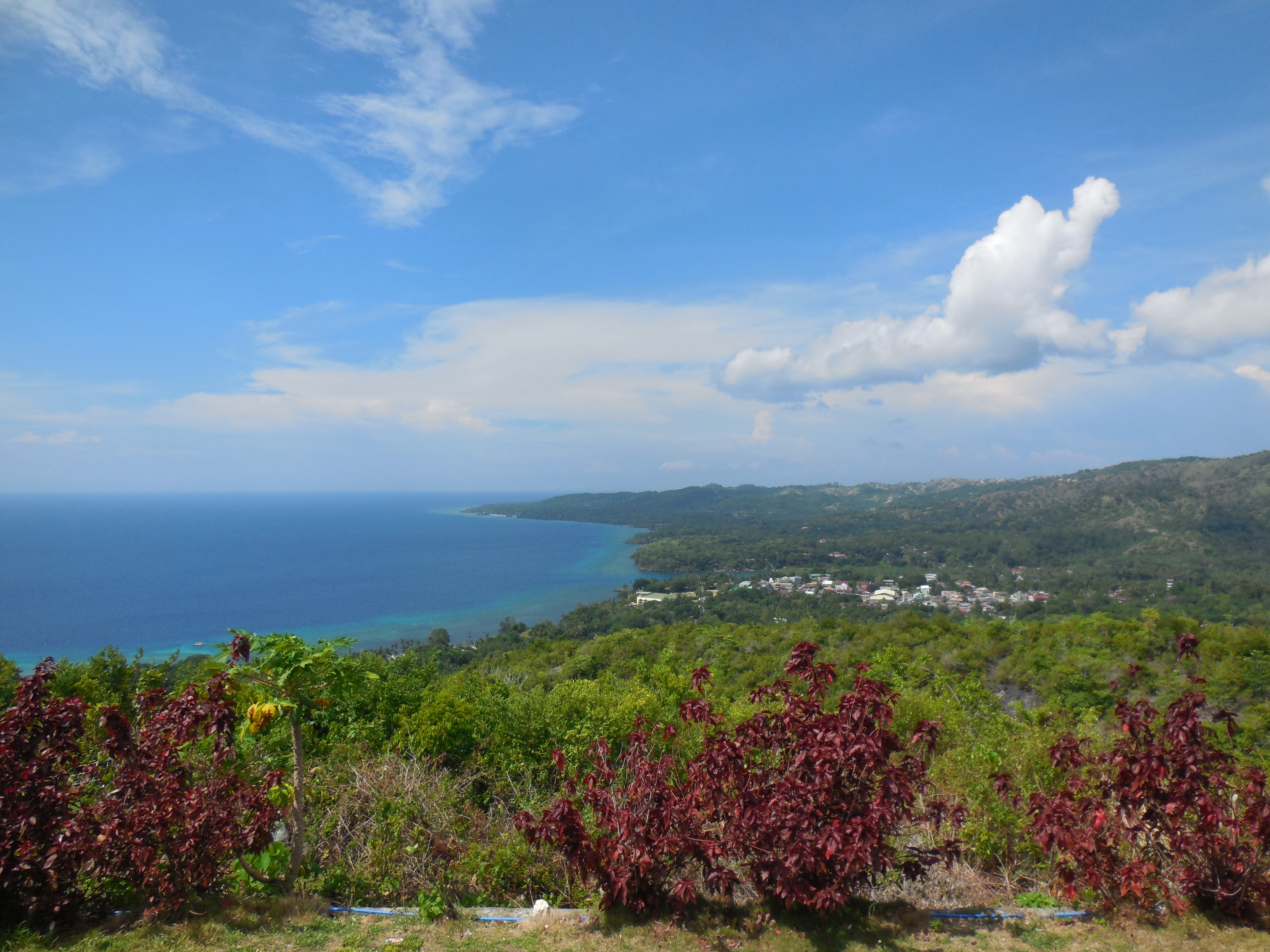
La baie de Larena et la ville vue depuis les collines.
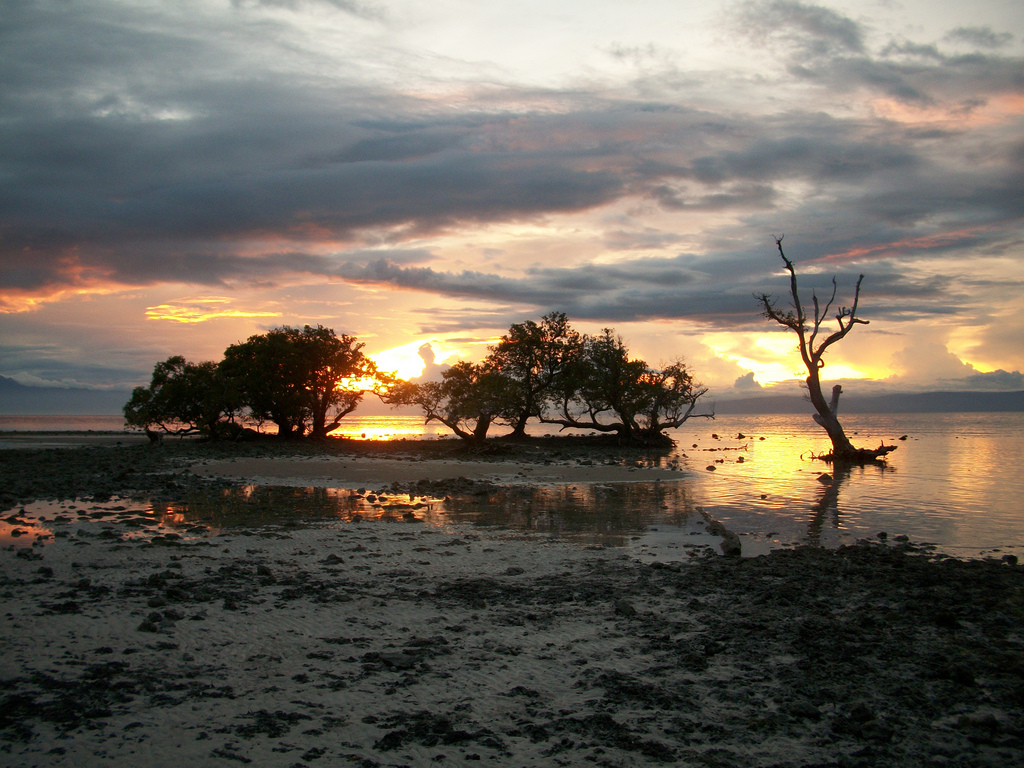
La plage de Sandugan à Larena.
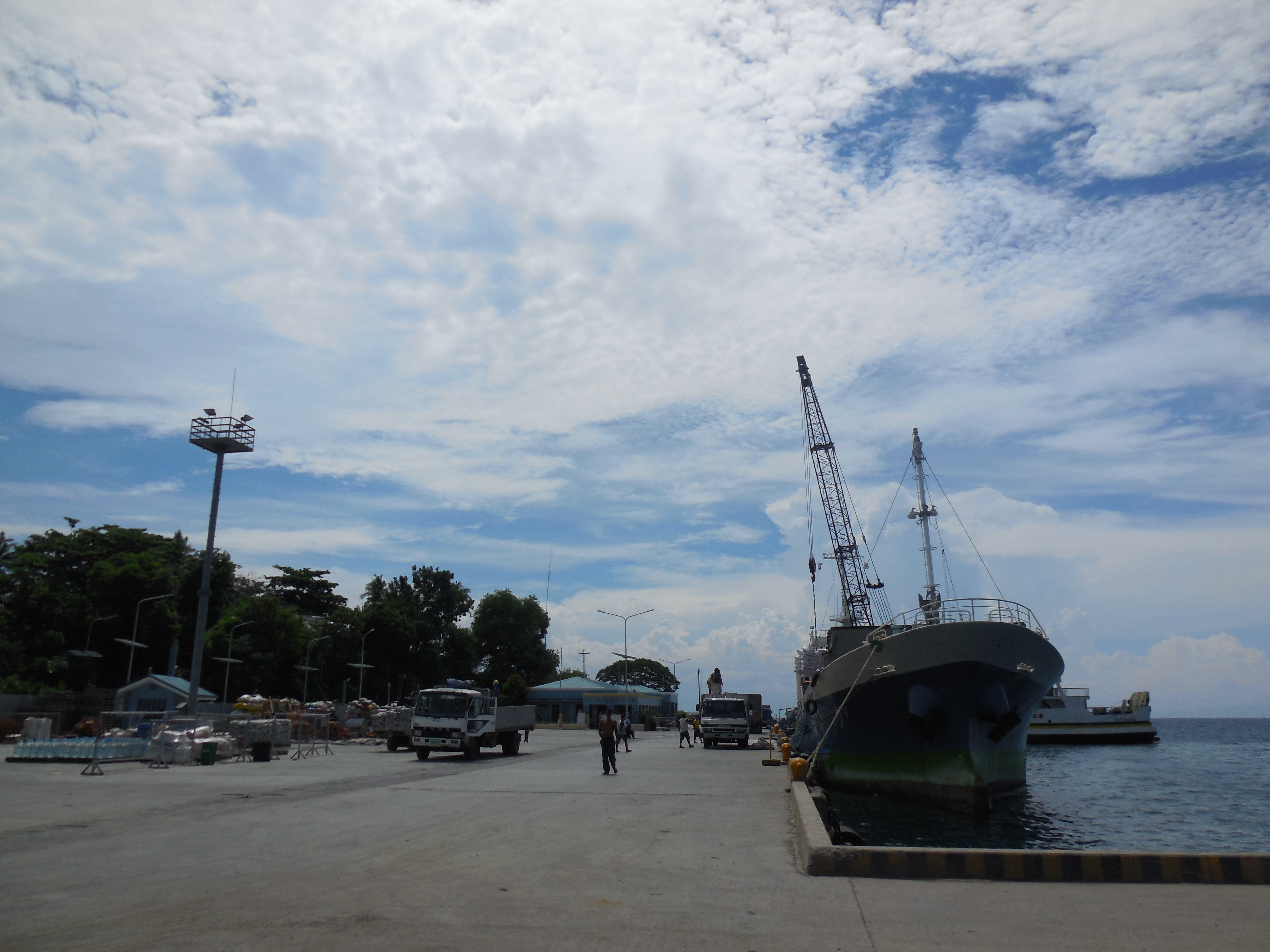
Le port de Larena.